# Партия христианских земледельцев и католиков
Партия христианских земледельцев и католиков — христианско-центристская консервативная политическая партия Латвии, основанная в 1920 и ликвидированная в 1934 году, после переворота Карлиса Улманиса. Лидером партии являлся епископ Язеп Ранцанс.

## История
Партия была создана в январе 1920 года под названием «Латгальский христианский крестьянский союз» (латыш. Latgales Kristīgo zemnieku savienība), в феврале 1925 переименована в Христианскую крестьянскую партию (латыш. Kristīgo zemnieku partiju), но в 1933 году название было изменено на «Партия христианских земледельцев и католиков». Деятельность партии была приостановлена после государственного переворота в 1934 году и установления авторитарного режима Карлиса Улманиса.

## Идеология
Партия имела схожую программу с Союзом фермеров Латвии и Национальным христианским союзом, но представляла и защищала в основном интересы католического населения Латвии. Партия поддерживала идею выплаты компенсации разорившимся землевладельцам, поддерживала идею создания Балтийской Антанты, но была против любых проявлений польского влияния.

## Участие в парламентских выборах
| год  | выборы                        | Результаты (в%) | Число мест (из 100) |
| ---- | ----------------------------- | --------------- | ------------------- |
| 1920 | Парламентские выборы в Латвии | 3,7             | 6                   |
| 1922 | Парламентские выборы в Латвии | 6               | 6                   |
| 1925 | Парламентские выборы в Латвии | 5,3             | 5                   |
| 1928 | Парламентские выборы в Латвии | 6,2             | 6                   |
| 1931 | Парламентские выборы в Латвии | 8,1             | 8                   |